# Silvio Santander
Silvio José Santander (Lanús, Provincia de Buenos Aires, Argentina, 19 de enero de 1972) es un entrenador argentino de básquetbol y actualmente dirige a Soles de Mexicali de la Liga Nacional de Baloncesto Profesional.

## Trayectoria

### Echagüe de Paraná
En 2001 inició su carrera como entrenador principal en Echagüe de Paraná, equipo que disputaba el Torneo Nacional de Ascenso. Permaneció dos temporadas, desarrollando un plantel joven y competitivo, lo que le permitió comenzar a ganarse reconocimiento en el ambiente del básquet argentino.

### Peñarol de Mar del Plata
En 2003 debutó en la Liga Nacional de Básquet al frente de Peñarol de Mar del Plata. Fue su primera experiencia en la máxima categoría, aunque de corta duración, sirviendo como introducción a la élite del básquet nacional.

### Regatas
Silvio Santander asumió como entrenador de Regatas Corrientes a mediados de la temporada 2003-04 del Torneo Nacional de Ascenso tomando el equipo desde la séptima fecha. Bajo su dirección, el equipo logró el ascenso a la Liga Nacional de Básquet al finalizar dicha temporada. Santander continuó como entrenador durante la temporada 2004-05, la primera de Regatas en la máxima categoría del básquet argentino.

### Argentino Junín
Fue nombrado entrenador principal de Argentino de Junín para la temporada 2005-06 de la Liga Nacional de Básquet. Durante su ciclo al frente del equipo, buscó consolidar la performance del club en la máxima categoría del básquet argentino, aunque no logró acceder a instancias decisivas del torneo.

### Soles de Mexicali
En 2006 se trasladó a México para dirigir a Soles de Mexicali en la Liga Nacional de Baloncesto Profesional de México. Durante esa temporada, logró consagrarse campeón, obteniendo su primer título como entrenador. Al finalizar la campaña, fue elegido el Entrenador del Año.

### Regatas
En 2006, Silvio Santander regresó a Argentina para hacerse cargo como entrenador principal de Regatas Corrientes. Bajo su dirección, el equipo se consagró campeón de la Copa Argentina 2007, la Copa Desafío 2008, la Liga Sudamericana de Clubes 2008 y conquistó el Torneo Súper 8 2008. Durante esta etapa, Santander fue elegido para dirigir el equipo de foráneos en el Juego de las Estrellas 2008.

### Selección Mexicana
En 2008, recibió una propuesta para dirigir como entrenador al representativo mexicano en el Centrobasket. Al frente del equipo, obtuvo un récord de cuatro victorias y una derrota.

### Lanús
En 2009, Silvio Santander asumió la conducción de Lanús. Durante su gestión, el equipo se consolidó como protagonista de la Liga Nacional de Básquetbol, alcanzando la final de la temporada 2012-13, en la que fue subcampeón. Además, en 2013, Lanús fue subcampeón de la Liga de las Américas. En la temporada 2011-12, Santander fue elegido Entrenador del Año de la LNB.

### Quimsa
En 2013 se incorporó a Quimsa, donde vivió una etapa exitosa. En la temporada 2014-15 condujo al equipo al título de la Liga Nacional, lo que le valió ser distinguido nuevamente como Entrenador del Año. Con el conjunto santiagueño también ganó el Torneo Súper 8 2014. En mayo de 2016 fue cesado de su cargo debido a resultados deportivos por debajo de las expectativas.
En 2017, Santander retornó a Quimsa para hacerse cargo nuevamente del equipo, liderando al club hasta 2019. En este segundo ciclo, obtuvo el Torneo Súper 20 2018 y fue subcampeón del Torneo Súper 20 2019.

### Selección Argentina
Entre 2015 y 2017 integró el cuerpo técnico de la Selección de baloncesto de Argentina como asistente de Julio Lamas y Sergio Hernández, participando en torneos como los Juegos Panamericanos de Toronto 2015, el Campeonato FIBA Américas de 2015, los Juegos Olímpicos de Río de Janeiro 2016, la FIBA AmeriCup 2017 y dirigiendo al seleccionado nacional en la Copa Stankovic de 2016, donde perdió la final ante Francia. Regresó en 2019 como asistente en la Copa Mundial de Baloncesto de 2019, donde Argentina obtuvo el subcampeonato. Paralelamente, se desempeñó como Director Nacional Formativo de la CABB y creó el “Método CABB”.

### San Lorenzo
En 2020 asumió como entrenador de San Lorenzo, con el que conquistó la Liga Nacional 2020-21.

### Guaiqueríes de Margarita
En 2021 se incorporó a Guaiqueríes de Margarita en la Superliga de Venezuela, obteniendo el campeonato de la temporada.

### Corinthians
En la temporada 2023-24 dirigió a Corinthians de Brasil. Fue subcampeón del Campeonato Paulista y disputó la NBB, aunque no logró la clasificación a los playoffs.

### Marinos de Oriente
En 2024 fue confirmado como nuevo entrenador de Marinos de Oriente de la Superliga de Venezuela.

## Logros y reconocimientos

### Clubes
| Título                      | Club                     | País      | Temporada |
| --------------------------- | ------------------------ | --------- | --------- |
| Torneo Nacional de Ascenso  | Regatas Corrientes       | Argentina | 2003-04   |
| Liga Nacional de Baloncesto | Soles de Mexicali        | México    | 2006      |
| Copa Argentina              | Regatas Corrientes       | Argentina | 2009      |
| Liga Sudamericana           | Regatas Corrientes       | Argentina | 2008      |
| Torneo Súper 8              | Regatas Corrientes       | Argentina | 2008      |
| Torneo Súper 8              | Quimsa                   | Argentina | 2014      |
| Liga Nacional de Básquet    | Quimsa                   | Argentina | 2014-15   |
| Torneo Súper 20             | Quimsa                   | Argentina | 2018      |
| Liga Nacional de Básquet    | San Lorenzo              | Argentina | 2020-21   |
| Superliga de Venezuela      | Guaiqueríes de Margarita | Venezuela | 2021      |

### Individual
| Título                        | Club              | País      | Temporada |
| ----------------------------- | ----------------- | --------- | --------- |
| Entrenador del Año de la LNBP | Soles de Mexicali | México    | 2006      |
| Entrenador del Año de la LNB  | Lanus             | Argentina | 2011-12   |
| Entrenador del Año de la LNB  | Quimsa            | Argentina | 2014-15   |